# Филиппинская кампания Семилетней войны
Филиппинская кампания Семилетней войны шла в 1762 году независимо от прочих театров военных действий.

## Предыстория
Когда в 1756 году Великобритания объявила войну Франции, Испания постаралась остаться нейтральной. Всё изменилось, когда испанский король Фердинанд VI скончался в 1759 году, и престол унаследовал его младший брат Карл III, который подписал 25 августа 1761 так называемый «семейный договор» с Францией. 4 января 1762 года Великобритания объявила Испании войну.
Состояние войны с Испанией дало Великобритании легальный повод для атаки испанских колоний по всему миру. Так как боевые действия в Индии к этому времени закончились, то Британская Ост-Индская компания решила атаковать Испанские Филиппины освободившимися войсками, без привлечения ресурсов из метрополии.

## Ход боевых действий
Британская экспедиция в составе восьми линейных кораблей, трёх фрегатов и двух купеческих судов под командованием адмирала Корниша (как командующего флотом) и генерала сэра Уильяма Дрейпера отплыла от берегов Индии в августе 1762 года. Треть из 1700 людей Дрейпера составляла британская пехота, остальные были сипаи и «такие бандиты, каких со времён Спартака не набиралось». 19 августа она достигла нидерландской Малакки, где приобрела всё необходимое для ведения осады. Нидерланды относились к британской экспансии с подозрением, но отказать не решились.
23 сентября флот прибыл в Манильский залив и высадил десант на берег. В Маниле имелось для обороны около пятисот солдат из Мехико и неизвестное число местных добровольцев. 10 октября, после перестрелки, в которой британцы потеряли 26 человек убитыми, а испанцы — 178 убитыми и ранеными, Манила сдалась.
Крупнейшей британской добычей стал самый крупный в истории манильского судоходства галеон «Santissima Trinidad» («Святейшая Троица») с грузом стоимостью три миллиона песо. После выхода из Манилы он был потрёпан штормом, и, после двух часов ожесточённого сопротивления, обошедшегося британцам в 72 человека убитыми, а испанцам — в 28 убитых, был вынужден сдаться.

## Итоги и последствия
Ост-Индская компания потратила на экспедицию около четверти миллиона фунтов стерлингов, поэтому в капитуляцию было добавлено специальное условие о том, что испанцы должны будут заплатить четыре миллиона песо для возмещения британских расходов. Однако завоеватели были жестоко разочарованы, обнаружив вместо богатой добычи ветхую колонию без собственных ресурсов; кроме того, испанцы не согласились с юридической обоснованностью запрашиваемого штрафа. В итоге британцам едва удалось набрать четверть запрашиваемой суммы.
Немногочисленные британские силы едва могли патрулировать какую-то часть Манильского залива, поэтому в реальности на местах на Филиппинах осталась испанская администрация. Лейтенант-губернатор Симон де Анда-и-Салазар, перебравшись в Булакан, возглавил сопротивление. Однако британскому приходу обрадовалось туземное население, решив, что теперь больше не будет «ни короля, ни священника, ни губернатора», и Диего Силанг собрал в городе Виган альтернативное правительство.
Через год и десять месяцев Филиппины были возвращены Испании по условиям Парижского мира. Захваченные в Маниле секретные карты великих испанских открытий XVI и XVII веков на Тихом океане дали возможность британцам впоследствии организовывать успешные экспедиции в этот регион.